# Chonin de Baixo
Chonin de Baixo é um distrito do município brasileiro de Governador Valadares, no interior do estado de Minas Gerais. Segundo o censo demográfico de 2022, realizado pelo Instituto Brasileiro de Geografia e Estatística (IBGE), sua população era de 1 129 habitantes e havia 427 domicílios particulares permanentes ocupados. Possui área de 84,80 km² conforme a Fundação João Pinheiro (FJP). Foi criado pela lei municipal nº 3.779 de 14 de setembro de 1993.
De acordo com o IBGE, em 2010 a população era de 1 269 habitantes e havia 503 domicílios particulares.